# Paradise Point (Queensland)
Paradise Point ist ein Stadtteil von Gold Coast im australischen Bundesstaat Queensland. Bei der Volkszählung 2021 hatte Paradise Point 7062 Einwohner.

## Lage und Ortsgliederung
Der Stadtteil liegt am Gold Coast Broadwater und wird im Norden durch den Coomera River und im Westen durch den Coombabah Creek begrenzt. Da der Ort an zwei Wasserstraßen liegt, wurden diverse Bootsanleger und Jachthäfen errichtet. Sovereign Islands ist eine neu angelegte, mit Kanälen durchsetzte Siedlung vor der Nordspitze von Paradise Point und ist durch eine Brückenstraße erschlossen, die Sovereign Mile genannt wird. Ephraim Island ist dem südlichen Ende von Paradise Point vorgelagert und wird durch eine Brücke mit dem Festland verbunden. Vor der Küste liegt South Stradbroke Island. An der Promenade gibt es Gastronomie, Arztpraxen und eine Post.
Paradise Point ist ein exklusives Viertel mit vielen Grundstücken im Wert von mehreren Millionen australischen Dollar. Laut einer Erhebung von 2014 hat der King Charles Drive von allen Straßen in Queensland die viertmeisten Grundstücke im Wert von über einer Million Dollar.

## Veranstaltungen und Freizeit
An jedem vierten Sonntag im Monat findet in den Esplanade Parklands ein öffentlicher Markt für Kunst und Handwerk statt, der Outdoor Arts & Crafts Market.
Die Parks entlang der Promenade sind beliebte Plätze für Strandpicknick und Freizeitsport. Mit den Mitteln eines Förderprogramms der Gold Coast wurden in Paradise Point Spielplätze, Grill- und Picknickplätze und andere öffentliche Einrichtungen angelegt.
Es gibt auch einen von der Gemeinde geführten öffentlichen Segelclub, einen Seniorenverein und ein Gemeindehaus. Paradise Point hat auch einen Bowls Club mit eigener Rasenanlage.

## Bekannte Einwohner
- Clive Palmer